# Nationale Universiteit van Taiwan

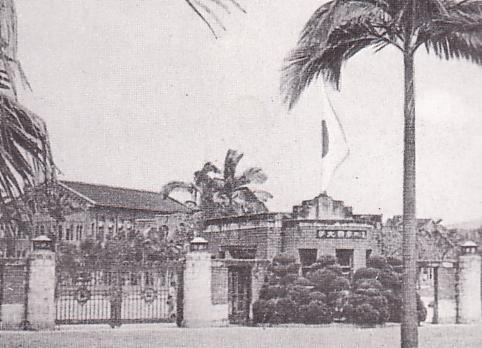
Ingang van een campus tijdens de Japanse bezetting

Nationale Universiteit van Taiwan is een prestigieuze openbare universiteit in Taipei, Republiek China (Taiwan). Ze werd in 1928 als de eerste universiteit van het eiland opgericht ten tijde van de Japanse bezetting van Taiwan. In 1945 werd de naam van Keizerlijke universiteit van Taipei veranderd in de huidige naam. De universiteit heeft tegenwoordig dertien faculteiten verdeeld over zes universiteitscampussen. Op de universiteit bevindt zich het hoofdkwartier van de Taiwanese afdeling van het European Union Center.
De universiteit wordt door veel inwoners van de republiek gezien als liberaal. Onder de alumni van de universiteit bevinden zich nobelprijswinnaars en presidenten van de Republiek China. Daarom heeft het de bijnaam Nummer één universiteit van Taiwan gekregen.
De universiteit heeft de volgende faculteiten:
- College of Liberal Arts
- College of Science
- College of Social Sciences
- College of Medicine
- College of Engineering
- College of Bio-resource and Agriculture
- College of Management
- College of Public Health
- College of Electrical Engineering and Computer Science
- College of Law
- College of Life Science
- School of Dentistry
- School of Pharmacy

## Bekende alumni
- Lee Teng-hui (1923), oud-president
- Yuan Lee (1936), Taiwanees-Amerikaans scheikundige
- Chen Ruoxi (1938), schrijfster
- Chen Shui-bian (1950), oud-president
- Ma Ying-jeou (1950), oud-president
- Miranda Cheng (1979), natuurkundige
- Li Ao, schrijver